# Sinraptor
Sinraptor este un gen de dinozaur teropod metriacanthosaurid care a trăit la sfârșitul Jurasicului, în urmă cu 160 milioane de ani, în ceea ce astăzi este Asia. Se estimează că specia tip, Sinraptor dongi, ajungea să măsoare 7,62 metri lungime și 3 înălțime, cântărind 1 tonă, în timp ce a doua specie, Sinraptor hepingensis, a fost și mai mare măsurând 8,84 metri. Numele „Sinraptor” provine de la prefixul latin Sino, care înseamnă „chinez” și Raptor, care înseamnă „răpitor” sau „hoț”. Numele specific dongi îl onorează pe paleontologul chinez Dong Zhiming. În ciuda numelui său, Sinraptor nu este legat de dromaeosauride sau  cu clada Maniraptora (adesea numite „raptori”) precum Velociraptor. În schimb, era un carnosaur înrudit îndepărtat cu Allosaurus. Sinraptor rămâne în continuare cel mai cunoscut membru al familiei Metriacanthosauridae, unele surse mai vechi chiar folosind numele "Sinraptoridae" pentru familie.

## Descoperire

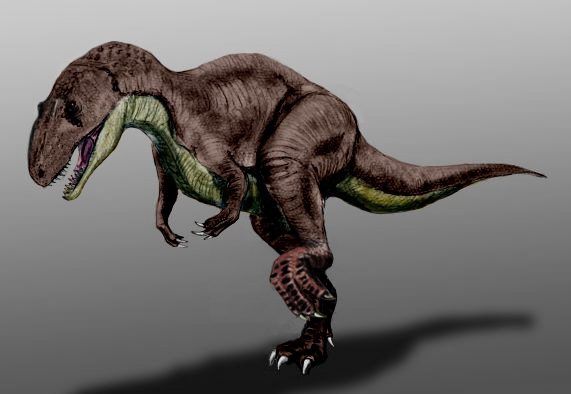
Restaurare S. dongi

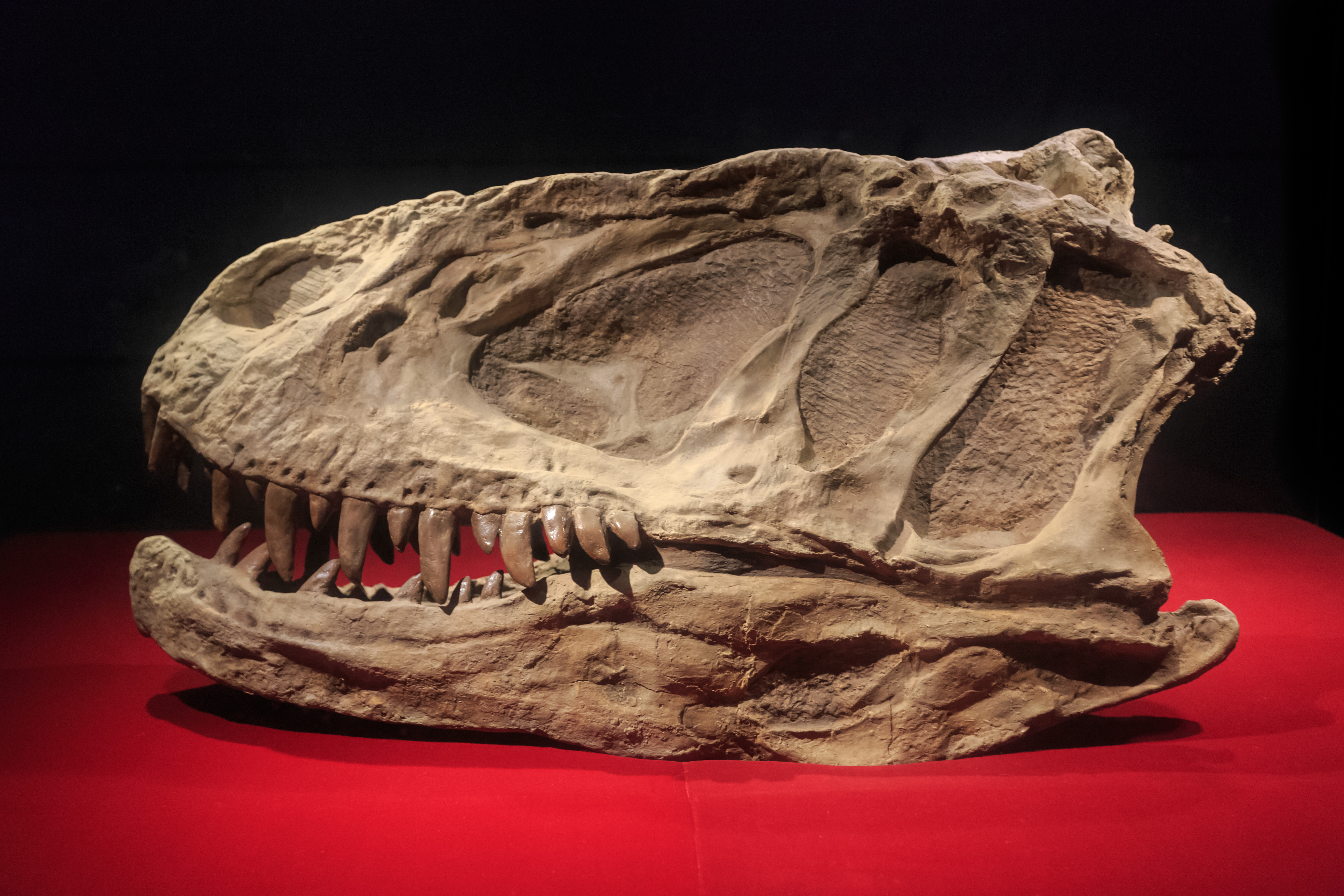
Craniu de S. hepingensis, Muzeul Zigong, China

Specimenul holotip al Sinraptor a fost descoperit la Formația Shishugou în timpul unei expediții chineze/canadiene în nord-vestul  deșertului chinez în 1987 și descris de Philip J. Currie și Zhao Xijin în 1994. Cu aproape 3 metri înălțime și o lungime de aproximativ 7,6 metri, au fost numite două specii Sinraptor. Specia tip S. dongi a fost descrisă de Currie și Zhao în 1994. O a doua specie, denumită inițial Yangchuanosaurus hepingensis de Gao în 1992, poate reprezenta de fapt o a doua specie de Sinraptor. Indiferent dacă este sau nu acest lucru, Sinraptor și Yangchuanosaurus au fost rude apropiate și sunt clasificate împreună în familia Metriacanthosauridae. Holtz a estimat că are o lungime de 8,8 metri.